# Xarampió
El xarampió (sarampió Val., Nord-Occ.), pallola o rosa és una malaltia molt contagiosa que afecta sobretot els infants. Es creu que el xarampió tan sols es pot tenir una vegada a la vida, puix que un cop passat, les cèl·lules deixen una mena d'immunitat a la sang.
El xarampió és una malaltia vírica aguda caracteritzada per una erupció vermellosa a la pell, que pot cobrir tot el cos. És altament contagiosa i s'incuba uns 10-12 dies a les cèl·lules de la faringe i als conductes respiratoris. Infreqüentment, el període d'incubació és superior als vint dies. La fase exantemàtica dura, com a terme mitjà, entre set i deu dies. La malaltia és més greu en infants molt petits i en adults. Poden presentar-se complicacions del xarampió a conseqüència de replicació vírica o superinfecció bacteriana, que inclouen otitis (amb otoesclerosi subsegüent en determinats casos), mastoïditis, pneumònia, queratoconjuntivitis, síndrome del destret respiratori agut i encefalitis. Així mateix, és una malaltia molt greu entre els infants desnodrits i pot provocar la mort. Totes les persones que no han patit la malaltia ni han estat vaccinades són susceptibles de patir-la. Malgrat les campanyes de vaccinació contra el xarampió impulsades per les autoritats sanitàries internacionals al llarg de les darreres dècades, aquesta virasi encara és un problema de salut a molts països en vies de desenvolupament, entre ells Libèria, Iemen, Líbia, Burkina Faso, Uganda, Zimbàbue, Filipines, Madagascar o Kirguizstan.

## Transmissió
La malaltia es pot transmetre habitualment per contacte directe amb les secrecions nasals o de la gola de les persones infectades i, menys sovint, per contacte amb objectes recentment contaminats amb aquestes secrecions. El xarampió és una de les malalties que es transmet amb més facilitat. Els seus brots apareixen predominantment a finals de l'hivern i principis de la primavera i poden sorgir en poblacions en les quals menys del 10% dels individus són susceptibles d'adquirir el virus. El període en què els malalts poden encomanar-lo a altres persones va de poc abans del començ del catarro fins a quatre dies després de l'aparició de la granissada o granellada (erupció cutània en forma de granets petits i nombrosos). Des del moment que una persona s'ha infectat fins que se li manifesten els primers símptomes de xarampió poden passar deu dies o més. Si bé pot ser molt més baix en zones on bona part dels individus estan vaccinats contra la infecció, per regla general, el seu nombre reproductiu bàsic oscil·la entre 12 i 18.

## Símptomes
Comença amb símptomes de refredat (ulls envermellits, secreció de moc pel nas o tos) i febre superior als 38 °C, amb afectació de l'estat general. Passats tres dies, apareix una erupció vermellosa característica, molt poc prominent, envellutada al tacte, que s'inicia en el cap (darrere de les orelles), i es va estenent a la resta del cos, sense afectar els palmells de les mans ni la planta dels peus. Les complicacions més freqüents són la laringotraqueobronquitis, les otitis i pneumònies, i també pot produir encefalitis o encefalomielitis desmielinitzant aguda. Rarament causa una neuritis òptica. Les cèl·lules humanes que el virus del xarampió infecta amb major freqüència són les dendrítiques i els macròfags.
Les probabilitats de patir la infecció pel virus del xarampió durant l'embaràs són poques, però quan es produeix està associada a una major morbiditat materna i a un increment del risc d'avortament o part preterme. No té efectes teratogènics, però altera els mecanismes d'immunotolerància presents durant la gestació al provocar canvis que afecten la immunitat cel·lular, principalment de l'endometri i la placenta. Excepcionalment, en casos de transmissió vertical, el nounat desenvolupa una panencefalitis esclerosant subaguda. Aquesta seriosa patologia del sistema nerviós central, que té lenta evolució i una taxa de mortalitat molt alta, està originada per una particular soca neurotròpica del virus amb un perfil fenotípic d'alta persistència en el teixit limfoide dels nens infectats.

## Diagnòstic
S'identifica amb seguretat quan apareixen les taques de Koplik a la mucosa bucal cap al tercer dia després dels primers símptomes. El seu aspecte és com d'uns grans de sal rodejats per una aurèola rosada, lleugerament inflamada. Malgrat això, el diagnòstic es fa mitjançant confirmació per anàlisi de sang, frotis faringi i/o orina.
Si se sospita que es tracta d'aquesta malaltia, cal consultar el metge o la metgessa, ja que són ells qui n'han de fer el diagnòstic, prescriure'n el tractament i comunicar-ho de manera ràpida als serveis de salut pública corresponents al ser una infecció de declaració obligatòria. Si apareix un cas de xarampió en una llar d'infants o en una escola, els serveis de salut pública duran a terme les actuacions adients per tal d'evitar la difusió de la malaltia.
El diagnòstic diferencial del xarampió inclou la rubèola, el dengue, la infecció pel parvovirus B19 o l'exantema sobtat. També cal tenir en compte la possibilitat d'una reacció adversa al vaccí contra el virus.

## Tractament
Contra el virus no hi ha tractament específic: es recepten antitèrmics tipus paracetamol si hi ha febre, calamina per a la picor i xarop antitussigen. És convenient beure abundants líquids durant el període febril. Un cop desapareguda l'erupció, si no apareixen complicacions, el restabliment és ràpid. En el cas de sobreinfecció bacteriana es prescriu el tractament antibiòtic més adient.

## Prevenció
Actualment, a Catalunya es vaccina contra el xarampió mitjançant el vaccí triple víric (contra el xarampió, les galteres i la rubèola), als dotze mesos i als quatre anys. La vaccinació és la mesura fonamental en la prevenció del xarampió. L'administració d'aquest vaccí té interès tant individual com de grup, per tal d'eliminar la malaltia de la comunitat. L'eficàcia del vaccí contra el xarampió (el percentatge d'individus protegits per immunització davant el virus tota la seva vida) és molt alta, d'aproximadament un 90 per cent en condicions ideals. Les contraindicacions són les generals dels vaccins vius atenuats: malaltia febril moderada o greu, embaràs, al·lèrgia als components del vaccí, alteracions immunitàries, administració recent d'immunoglobulines o transfusions sanguínies. Depenent del país, la primera dosi del vaccí s'administra generalment entre els nou i els divuit mesos d'edat, encara que pot ser recomanable iniciar la vaccinació als sis mesos en zones amb una alta mortalitat per la infecció quan es produeix un brot epidèmic. Una cobertura de dues dosis del vaccí superior al 95 per cent en una comunitat evita indirectament que els nens massa petits s'hagin de vaccinar.

## Immunització
La causa és un virus filtrable capaç d'inhibir la resposta immunitària dels contagiats, ja que té un marcat tropisme per les cèl·lules limfoides. Les complicacions es deuen en general a infeccions secundàries, principalment per estafilococs i estreptococs preexistents. Abans que es conegués l'agent causal del xarampió ja se sabia que no era freqüent patir dues vegades la malaltia. Des de principis de la dècada de 1970 es disposa del vaccí triple víric que s'ha inclòs en els calendaris vaccinals de la majoria de països desenvolupats.

## Paleomicrobiologia
Estudis paleomicrobiològics indiquen que el virus del xarampió es va diferenciar del avui dia globalment erradicat virus renderpest (virus de la pesta bovina) entre els segles xi i xii. Altres investigacions més recents daten aquest fet molt abans, cap el segle vi aC, coincidint amb l'augment del nombre de grans nuclis urbans a Europa i Àsia. Durant l'edat mitjana el xarampió es va convertir en una malaltia endèmica a bona part del Vell Món.